# Šardice
Šardice (německy Scharditz) jsou obec v okrese Hodonín v Jihomoravském kraji, 8 km jihozápadně od Kyjova. Žije zde přibližně 2 200 obyvatel. Jedná se o vinařskou obec na Slovácku ve vinařské oblasti Morava, podoblasti Slovácké (viniční tratě Hejdy, Kameny, Dubový-Červenice, Požární čtvrtě, Padělky, Bařinové čtvrtě, Hrubý kopec, Špitálka),
V obci dochází ke střetávání klasického kyjovského Dolňácka (se specificky tmavým krojem) s oblastí Podluží (červené nohavice, bohatě vyšívaný kroj), což výrazným způsobem ovlivňuje jak oblékání, tak hudbu, písně i tance tohoto regionu. V obci působí folklorní soubor, dechová hudba Šardičanka, dechová hudba Ištvánci, Mladá muzika, mužský pěvecký sbor, cimbálová muzika Denica.
Původně Šardice byly obcí spadající pod brněnský augustiniánský řád (opatství při bazilice Nanebevzetí Panny Marie na Starém Brně), své genetické pokusy zde prováděl i opat augustiniánského řádu Johann Gregor Mendel. Obec je členem Sdružení obcí Severovýchod a Mikroregion Hovoransko. Sousedními obcemi sídla jsou Svatobořice-Mistřín, Strážovice, Nenkovice, Stavěšice a Hovorany.

## Doprava
Vesnicí prochází silnice II. třídy II/422. Obec obsluhují autobusové spoje linky 662 z Kyjova do Kobylí a jsou zaintegrovány v IDS JMK.

## Sport
V obci sídlí fotbalový klub TJ Baník Šardice.

## Pamětihodnosti
- Kostel svatého Michaela archanděla z roku 1286
- Augustiniánská rezidence ze druhé čtvrtiny 18. století
- Socha svaté Trojice z roku 1749
- Kříž z roku 1803, stojí na bývalém hřbitově u hřiště
- Kříž z roku 1804
- Kříž z roku 1855
- Kříž u statku z roku 1859
- Kříž u lip z roku 1898
- Kříž u hlavní silnice od Mistřína
- Kříž z roku 1904
- Kříž z roku 1910
- Kříž vedle kostela v místě bývalého hřbitova
- Kaplička svatého Rocha z roku 1890 s křížem z roku 1912
- Kříž před kostelem z roku 1914
- Socha Panny Marie a pomník padlým za první světové války
- Socha svaté Trojice z roku 1920
- Socha Božského srdce Páně z roku 1931
- Kříž v trati Dubový
- Pomník padlým z druhé světové války z roku 1945
- Pomník šardickým občanům umučeným v koncentračních táborech a zahynulým při přechodu fronty za druhé světové války
- Pomník zahynulým horníkům v šardických dolech při povodni v roce 1970, postaven v roce 1994

## Galerie

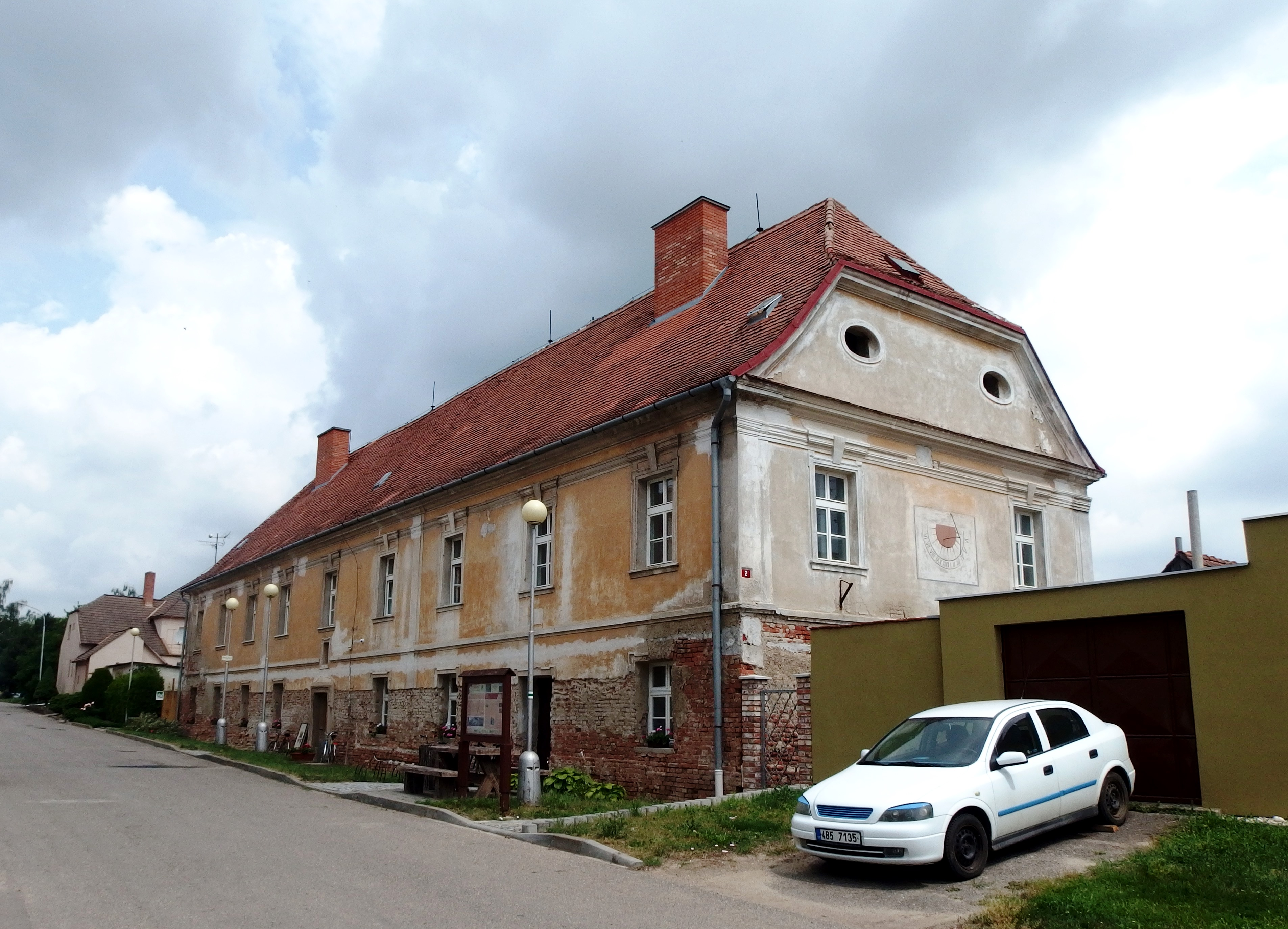
Augustiniánská rezidence, dnes muzeum a společenské centrum
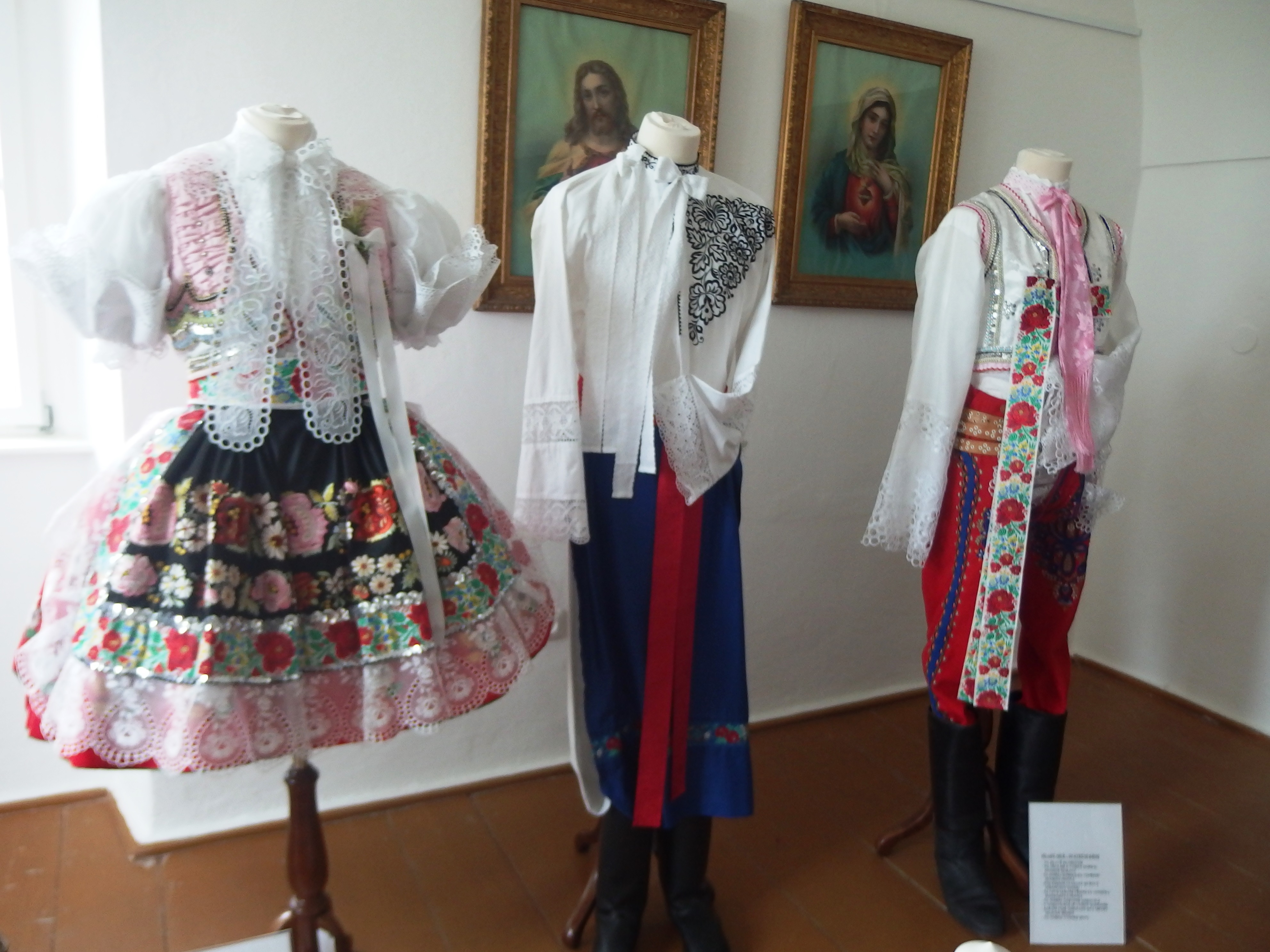
Expozice muzea
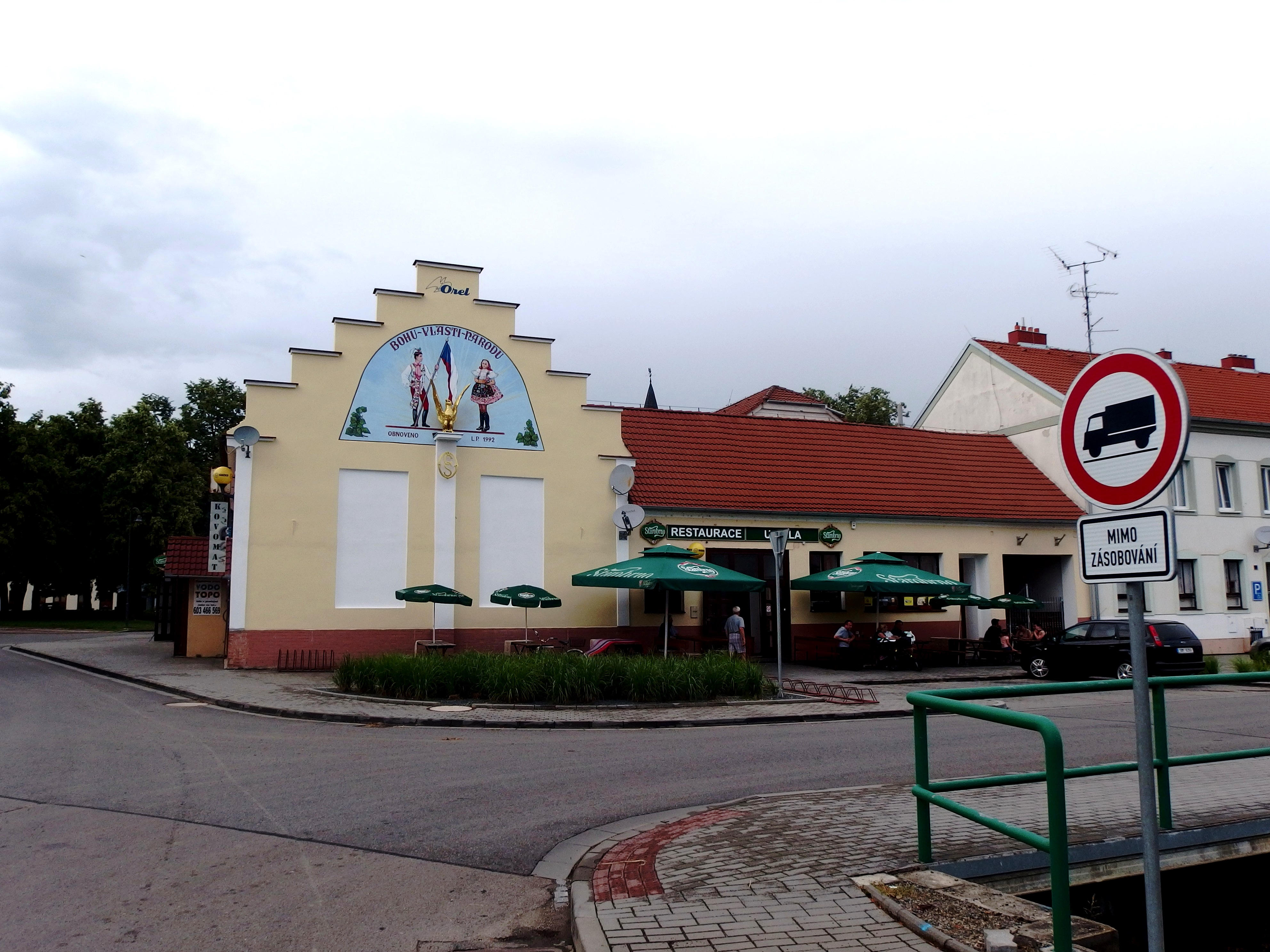
Orlovna
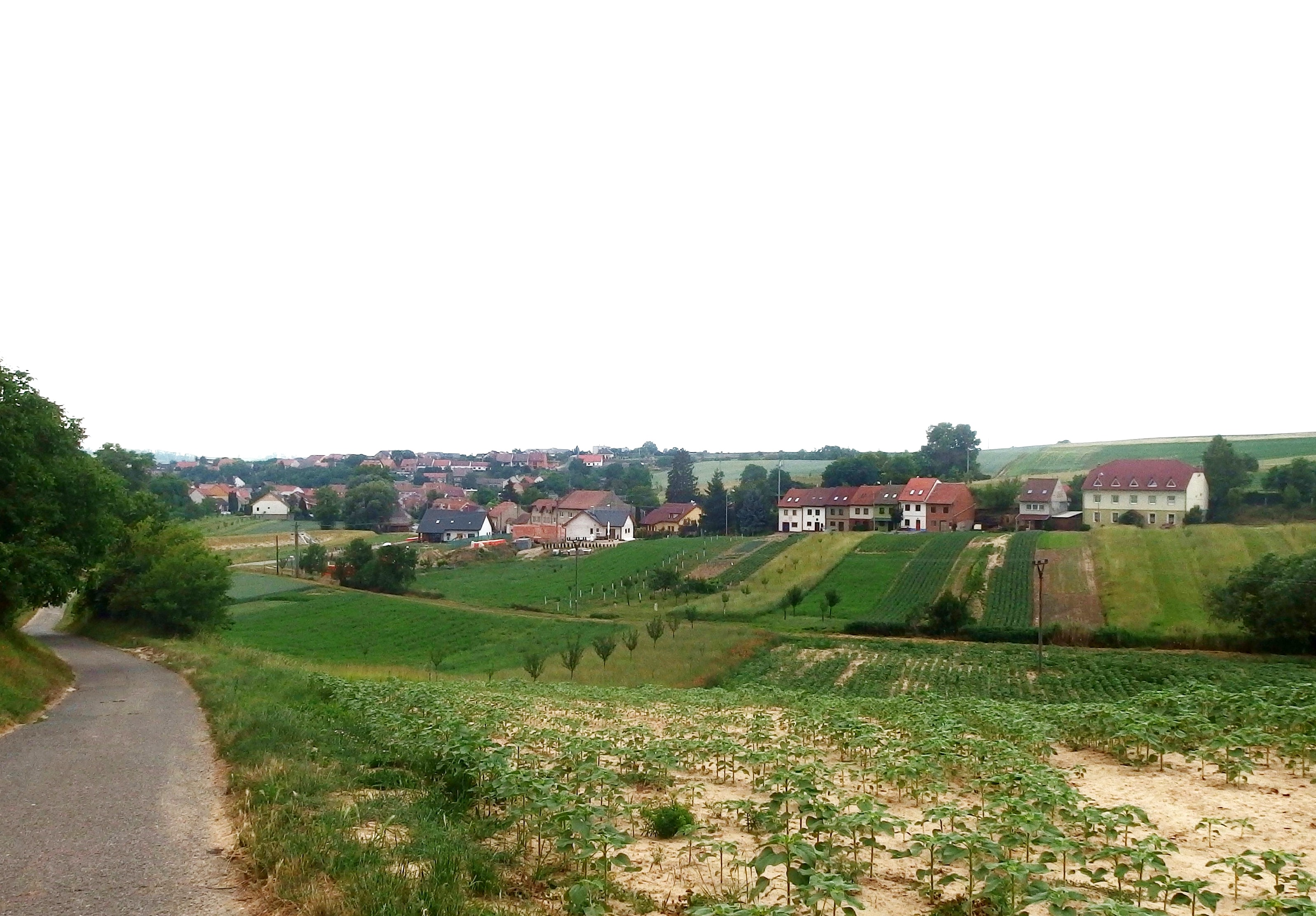
Celkový pohled

## Osobnosti
- Rudolf Hurt (1902–1978), archivář a historik
- Jan Měchura (1876–1959), politik